# Elaiza
Elaiza es un grupo alemán de folk e indie rock que representó a Alemania en el Festival de la Canción de Eurovisión 2014 con la canción "Is it right?" ("¿Es correcto?"). Su líder es Ela, (Elżbieta Steinmetz), cantante de origen polaco-ucraniano. De su apodo proviene el nombre de la banda. Los demás miembros son Yvonne Grünwald y Natalie Plöger. 

## Carrera

### Primeros años
A los 16 años, Elżbieta "Ela" Steinmetz, comenzó a trabajar como cantante y compositora en Valicon Studios, Berlín. En el estudio, Ela conoció a la acordeonista Yvone Grünwald. Esta última, conoció a la contrabajista Natalie Plöger. Entonces, Ela decidió invitar a tocar con ella a Yvonne y a Natalie.

### Eurovisión 2014
Con su canción "Is it right?" (¿Es correcto?), el trío consiguió la victoria en la preselección alemana para Eurovisión 2014, Unser Song für Dänemark, siendo la primera con el 55% del televoto dejando atrás a Unheilig, un grupo muy popular en Alemania.

## Discografía

### Álbumes de estudio
| Título  | Detalles del Álbum                                                                                             | Mejores posiciones en listas |
| Título  | Detalles del Álbum                                                                                             | GER                          |
| ------- | --- | ---------------------------- |
| Gallery | - Fecha de Lanzamiento: 28 de marzo de 2014 - Discográfica: Heart of Berlin - Formato(s): CD, Descarga digital | 24                           |

### Sencillos
| Año                                                                             | Título                 | Mejores posiciones en listas | Mejores posiciones en listas | Mejores posiciones en listas | Mejores posiciones en listas | Mejores posiciones en listas | Mejores posiciones en listas | Mejores posiciones en listas | Certificación | Álbum   |
| Año                                                                             | Título                 | GER                          | AUT                          | DEN                          | IRE                          | POL                          | SWI                          | UK                           | Certificación | Álbum   |
| ------------------------------------------------------------------------------- | ---------------------- | ---------------------------- | ---------------------------- | ---------------------------- | ---------------------------- | ---------------------------- | ---------------------------- | ---------------------------- | ------------- | ------- |
| 2014                                                                            | "Fight Against Myself" | 50                           | —                            | —                            | —                            | —                            | —                            | —                            |               | Gallery |
| 2014                                                                            | "Is it Right"          | 4                            | 14                           | 39                           | 83                           | 1                            | 43                           | 161                          | - GER: Oro    | Gallery |
| 2014                                                                            | "I Don't Love You"     | —                            | —                            | —                            | —                            | —                            | —                            | —                            |               | Gallery |
| "—" denota que el sencillo no entró en los charts o no fue lanzado en esa zona. |                        |                              |                              |                              |                              |                              |                              |                              |               |         |

### Otras canciones
| Año  | Título    | Mejores posiciones en listas | Álbum   |
| Año  | Título    | GER                          | Álbum   |
| ---- | --------- | ---------------------------- | ------- |
| 2014 | "Without" | 88                           | Gallery |